# Municipio de Sherman (condado de Clay)
El municipio de Sherman (en inglés: Sherman Township) es un municipio ubicado en el condado de Clay en el estado estadounidense de Kansas. En el año 2010 tenía una población de 275 habitantes y una densidad poblacional de 3,18 personas por km².

## Geografía
El municipio de Sherman se encuentra ubicado en las coordenadas 39°29′58″N 97°12′15″O / 39.49944, -97.20417. Según la Oficina del Censo de los Estados Unidos, el municipio tiene una superficie total de 86.35 km², de la cual 85,6 km² corresponden a tierra firme y (0,86 %) 0,75 km² es agua.

## Demografía
Según el censo de 2010, había 275 personas residiendo en el municipio de Sherman. La densidad de población era de 3,18 hab./km². De los 275 habitantes, el municipio de Sherman estaba compuesto por el 98,18 % blancos, el 0,73 % eran afroamericanos, el 0,36 % eran de otras razas y el 0,73 % eran de una mezcla de razas. Del total de la población el 1,82 % eran hispanos o latinos de cualquier raza.